# Angler sadelsvin
Angler sadelsvin er en svinerace fra halvøen Angel i Sydslesvig. 
Det angelske sadelsvin opstod som resultat af indkrydsning af den engelske Wessex Saddleback i den sortbrogede og uforædlede angelske landgris i 1926. I 1937 blev det angelske sadelsvin anerkendt som selvstændig race. Baggrunden var at den oprindelige landrace var blevet for langsomt voksende, derfor forsøgtes at indkrydse udenlandske og især engelske racer i de hjemmehørende racer.
I 1992 oprettedes Forening til fremme af Angler sadelsvin.

## Ekstern henvisning
- Forening til Fremmelse af Angler sadelsvin / Förderverein Angler Sattelschwein